# Go Live (Jónsi)
Albums de Jónsi
Go
Go Live est un coffret CD et DVD live de Jónsi, sorti le 29 novembre 2010 en Europe et au Japon. Il est le compte rendu d'une tournée mondiale qui traversa l'Europe, l'Amérique du nord, le Japon et l’Australie.

## Pistes
| CD    | CD                                     | CD                                           | CD    | CD | CD | CD | CD | CD | CD |
| No    | Titre                                  | Lieu                                         | Durée |    |    |    |    |    |    |
| ----- | -------------------------------------- | -------------------------------------------- | ----- | -- | -- | -- | -- | -- | -- |
| 1.    | Stars In Still Water (inédit)          | Dome de Brighton le 14 septembre 2010        | 5:47  |    |    |    |    |    |    |
| 2.    | Hengilás                               | Ancienne Belgique à Bruxelles le 29 mai 2010 | 5:21  |    |    |    |    |    |    |
| 3.    | Icicle Sleeves (inédit)                | Ancienne Belgique à Bruxelles le 29 mai 2010 | 5:23  |    |    |    |    |    |    |
| 4.    | Kolniður                               | Ancienne Belgique à Bruxelles le 29 mai 2010 | 4:00  |    |    |    |    |    |    |
| 5.    | Tornado                                | Ancienne Belgique à Bruxelles le 29 mai 2010 | 7:08  |    |    |    |    |    |    |
| 6.    | Sinking Friendships                    | Ancienne Belgique à Bruxelles le 29 mai 2010 | 4:58  |    |    |    |    |    |    |
| 7.    | Saint Naive (inédit)                   | Ancienne Belgique à Bruxelles le 29 mai 2010 | 5:16  |    |    |    |    |    |    |
| 8.    | Go Do                                  | Ancienne Belgique à Bruxelles le 29 mai 2010 | 4:44  |    |    |    |    |    |    |
| 9.    | Boy Lilikoi                            | Ancienne Belgique à Bruxelles le 29 mai 2010 | 4:23  |    |    |    |    |    |    |
| 10.   | Animal Arithmetic                      | Ancienne Belgique à Bruxelles le 29 mai 2010 | 3:35  |    |    |    |    |    |    |
| 11.   | New Piano Song (inédit)                | Dome de Brighton le 14 septembre 2010        | 5:06  |    |    |    |    |    |    |
| 12.   | Around Us                              | Ancienne Belgique à Bruxelles le 29 mai 2010 | 7:53  |    |    |    |    |    |    |
| 13.   | Sticks & Stones (générique de Dragons) | Dome de Brighton le 14 septembre 2010        | 4:19  |    |    |    |    |    |    |
| 14.   | Grow Till Tall                         | Ancienne Belgique à Bruxelles le 29 mai 2010 | 10:10 |    |    |    |    |    |    |
| 78:09 |                                        |                                              |       |    |    |    |    |    |    |

| DVD de la première performance publique de Jónsi au 3 Mills Studios à Londres le 26 mars 2010 | DVD de la première performance publique de Jónsi au 3 Mills Studios à Londres le 26 mars 2010 | DVD de la première performance publique de Jónsi au 3 Mills Studios à Londres le 26 mars 2010 | DVD de la première performance publique de Jónsi au 3 Mills Studios à Londres le 26 mars 2010 | DVD de la première performance publique de Jónsi au 3 Mills Studios à Londres le 26 mars 2010 | DVD de la première performance publique de Jónsi au 3 Mills Studios à Londres le 26 mars 2010 | DVD de la première performance publique de Jónsi au 3 Mills Studios à Londres le 26 mars 2010 | DVD de la première performance publique de Jónsi au 3 Mills Studios à Londres le 26 mars 2010 | DVD de la première performance publique de Jónsi au 3 Mills Studios à Londres le 26 mars 2010 | DVD de la première performance publique de Jónsi au 3 Mills Studios à Londres le 26 mars 2010 |
| No                                                                                            | Titre                                                                                         | Durée                                                                                         |                                                                                               |                                                                                               |                                                                                               |                                                                                               |                                                                                               |                                                                                               |                                                                                               |
| --------------------------------------------------------------------------------------------- | --------------------------------------------------------------------------------------------- | --------------------------------------------------------------------------------------------- | --------------------------------------------------------------------------------------------- | --------------------------------------------------------------------------------------------- | --------------------------------------------------------------------------------------------- | --------------------------------------------------------------------------------------------- | --------------------------------------------------------------------------------------------- | --------------------------------------------------------------------------------------------- | --------------------------------------------------------------------------------------------- |
| 1.                                                                                            | Intro                                                                                         | 0:48                                                                                          |                                                                                               |                                                                                               |                                                                                               |                                                                                               |                                                                                               |                                                                                               |                                                                                               |
| 2.                                                                                            | Hengilás                                                                                      | 8:48                                                                                          |                                                                                               |                                                                                               |                                                                                               |                                                                                               |                                                                                               |                                                                                               |                                                                                               |
| 3.                                                                                            | Icicle Sleeves (inédit)                                                                       | 5:12                                                                                          |                                                                                               |                                                                                               |                                                                                               |                                                                                               |                                                                                               |                                                                                               |                                                                                               |
| 4.                                                                                            | Kolniður                                                                                      | 6:16                                                                                          |                                                                                               |                                                                                               |                                                                                               |                                                                                               |                                                                                               |                                                                                               |                                                                                               |
| 5.                                                                                            | Tornado                                                                                       | 7:07                                                                                          |                                                                                               |                                                                                               |                                                                                               |                                                                                               |                                                                                               |                                                                                               |                                                                                               |
| 6.                                                                                            | Sinking Friendships                                                                           | 4:47                                                                                          |                                                                                               |                                                                                               |                                                                                               |                                                                                               |                                                                                               |                                                                                               |                                                                                               |
| 7.                                                                                            | Go Do                                                                                         | 7:13                                                                                          |                                                                                               |                                                                                               |                                                                                               |                                                                                               |                                                                                               |                                                                                               |                                                                                               |
| 8.                                                                                            | Boy Lilikoi                                                                                   | 4:00                                                                                          |                                                                                               |                                                                                               |                                                                                               |                                                                                               |                                                                                               |                                                                                               |                                                                                               |
| 9.                                                                                            | New Piano Song (inédit)                                                                       | 4:11                                                                                          |                                                                                               |                                                                                               |                                                                                               |                                                                                               |                                                                                               |                                                                                               |                                                                                               |
| 10.                                                                                           | Around Us                                                                                     | 7:44                                                                                          |                                                                                               |                                                                                               |                                                                                               |                                                                                               |                                                                                               |                                                                                               |                                                                                               |
| 11.                                                                                           | Volume Pedal Song (inédit)                                                                    | 4:03                                                                                          |                                                                                               |                                                                                               |                                                                                               |                                                                                               |                                                                                               |                                                                                               |                                                                                               |
| 12.                                                                                           | Grow Till Tall                                                                                | 13:18                                                                                         |                                                                                               |                                                                                               |                                                                                               |                                                                                               |                                                                                               |                                                                                               |                                                                                               |
| 73:33                                                                                         |                                                                                               |                                                                                               |                                                                                               |                                                                                               |                                                                                               |                                                                                               |                                                                                               |                                                                                               |                                                                                               |

## Crédits
- Artwork de Sarah Hopper
- Le groupe
  - Jón þór Birgisson (guitare acoustique, ukulele, piano, vibraphone, chant)
  - Úlfur Hansson (basse, synthesizer, vibraphone, monome)
  - Ólafur Björn Ólafsson (piano, vibraphone, percussion, harmonium)
  - Alex Somers (guitare électrique, célesta, mellotron)
  - þorvaldur þór þorvaldsson (batterie, percussion, vibraphone, harmonium)

CD
- Enregistré à l'Ancienne Belgique à Bruxelles le 29 mai 2010 par Bob Hermans et au Dome de Brighton le 14 septembre 2010 par Jelle Kuiper et Silli Geirdal Ragnarsson.
- Mixé par Birgir Jón Birgisson à Sundlauginen Islande.
- Masterisé par Greg Calbi au Sterling Sound à New York City.

DVD
- Filmé à la première prestation publique de Jónsi au 3 Mills Studios de Londres le 26 mars 2010
- Décors de la scène par Fifty Nine Productions
  - Leo Warner : décorateur
  - Mark Grimmer et Lysander Ashton : codécorateur vidéo
  - Phil Eddolls : codécorateur scène
- Costumes de Bára Hólmgeirsdóttir
- Mixage du son par Birgir Jón Birgisson à Sundlaugin en Islande